# Edwige de Wurtemberg
La duchesse Edwige de Wurtemberg, née le 15 janvier 1547 à Bâle et morte le 4 mars 1590 à Marbourg, est une princesse de Wurtemberg par sa naissance et landgravine de Hesse-Marbourg par son mariage.

## Biographie
Edwige est la fille aînée du duc Christophe de Wurtemberg (1515-1568) et d'Anne-Marie de Brandebourg-Ansbach, fille du margrave Georges de Brandebourg-Ansbach.
Elle épouse le 10 mai 1563 à Stuttgart Louis IV, landgrave de Hesse-Marbourg. Stricte luthérienne, elle aura une forte influence sur son mari.
Edwige est enterrée en compagnie de son époux dans le chœur de l'église paroissiale luthérienne de Marbourg. Le tombeau, commencé en 1590, se compose d'un socle en grès orné de lions, surmonté d'un triptyque sculpté de marbre et d'albâtre, avec trois registres ; les statues en pied du landgrave et de son épouse, avec une plaque commémorative figurent au premier registre. Le tombeau a été sculpté par Gerhard Wolff.